# Kabinet-Kristersson
Het kabinet–Kristersson is de huidige regering van het Koninkrijk Zweden sinds 18 oktober 2022. Deze centrumrechtse minderheidsregering werd na de parlementsverkiezingen van 2022 gevormd door de politieke partijen Moderaterna (M), Kristdemokraterna (KD) en Liberalerna (L), met gedoogsteun van de Sverigedemokraterna (SD). Het kabinet staat onder leiding van premier Ulf Kristersson, tevens partijleider van Moderaterna.
In september 2024 werd een kabinetsherschikking doorgevoerd. Dit gebeurde naar aanleiding van het vertrek van de minister van Buitenlandse Zaken Tobias Billström en de minister voor Europese Zaken Jessika Roswall. Roswall vertrok omdat zij namens Zweden naar voren werd geschoven als Eurocommissaris.

## Samenstelling
| Ambtsbekleder                  | Ambtsbekleder                  | Ambtsbekleder                      | Functie(s)                                                            | Ambtstermijn    | Ambtstermijn      | Partij(en) |
| ------------------------------ | ------------------------------ | ---------------------------------- | --------------------------------------------------------------------- | --------------- | ----------------- | ---------- |
|                                | Ulf Kristersson                | Ulf Kristersson (1963)             | Premier                                                               | 18 oktober 2022 | heden             | M          |
|                                | Ebba Busch                     | Ebba Busch (1987)                  | Vicepremier                                                           | 18 oktober 2022 | heden             | KD         |
| Minister van Economische Zaken | Ebba Busch                     | Ebba Busch (1987)                  |                                                                       | 18 oktober 2022 | heden             | KD         |
|                                | Tobias Billström               | Tobias Billström (1973)            | Minister van Buitenlandse Zaken                                       | 18 oktober 2022 | 10 september 2024 | M          |
| Maria Malmer Stenergard        | Maria Malmer Stenergard (1981) | 10 september 2024                  | Minister van Buitenlandse Zaken                                       | heden           | M                 |            |
|                                | Elisabeth Svantesson           | Elisabeth Svantesson (1967)        | Minister van Financiën                                                | 18 oktober 2022 | heden             | M          |
|                                | Gunnar Strömmer                | Gunnar Strömmer (1972)             | Minister van Justitie                                                 | 18 oktober 2022 | heden             | M          |
|                                | Pål Jonson                     | Pål Jonson (1972)                  | Minister van Defensie                                                 | 18 oktober 2022 | heden             | M          |
|                                | Jakob Forssmed                 | Jakob Forssmed (1974)              | Minister van Volksgezondheid en Sociale Zaken                         | 18 oktober 2022 | heden             | KD         |
|                                | Johan Pehrson                  | Johan Pehrson (1968)               | Minister van Arbeid en Integratie                                     | 18 oktober 2022 | 10 september 2024 | L          |
| Mats Persson                   | Mats Persson (1980)            | 10 september 2024                  | Minister van Arbeid en Integratie                                     | 28 juni 2025    | L                 |            |
|                                | Johan Britz                    | Johan Britz (1975)                 | Minister van Arbeid                                                   | 28 juni 2025    | heden             | L          |
|                                | Mats Persson                   | Mats Persson (1980)                | Minister van Onderwijs                                                | 18 oktober 2022 | 10 september 2024 | L          |
| Johan Pehrson                  | Johan Pehrson (1968)           | 10 september 2024                  | Minister van Onderwijs                                                | 28 juni 2025    | L                 |            |
|                                | Simona Mohamsson               | Simona Mohamsson (1994)            | Minister van Onderwijs en Integratie                                  | 28 juni 2025    | heden             | L          |
|                                | Andreas Carlson                | Andreas Carlson (1987)             | Minister van Transport                                                | 18 oktober 2022 | heden             | KD         |
| Minister van Volkshuisvesting  | Andreas Carlson                | Andreas Carlson (1987)             |                                                                       | 18 oktober 2022 | heden             | KD         |
|                                | Peter Kullgren                 | Peter Kullgren (1981)              | Minister van Landbouw                                                 | 18 oktober 2022 | heden             | KD         |
|                                | Parisa Liljestrand             | Parisa Liljestrand (1983)          | Minister van Cultuur                                                  | 18 oktober 2022 | heden             | M          |
| Ministers zonder portefeuille  |                                |                                    |                                                                       |                 |                   |            |
| Ambtsbekleder                  | Ambtsbekleder                  | Ambtsbekleder                      | Functie(s)                                                            | Ambtstermijn    | Ambtstermijn      | Partij(en) |
|                                | Erik Slottner                  | Erik Slottner (1980)               | Minister voor Administratieve Zaken                                   | 18 oktober 2022 | heden             | KD         |
|                                | Johan Forssell                 | Johan Forssell (1979)              | Minister voor Buitenlandse Handel en voor Ontwikkelings- samenwerking | 18 oktober 2022 | 10 september 2024 | M          |
| Benjamin Dousa                 | Benjamin Dousa (1992)          | 10 september 2024                  | Minister voor Buitenlandse Handel en voor Ontwikkelings- samenwerking | heden           | M                 |            |
|                                | Jessika Roswall                | Jessika Roswall (1972)             | Minister voor Europese Zaken en voor Noorse Samenwerking              | 18 oktober 2022 | 10 september 2024 | M          |
| Jessica Rosencrantz            | Jessica Rosencrantz (1987)     | 10 september 2024                  | Minister voor Europese Zaken en voor Noorse Samenwerking              | heden           | M                 |            |
|                                | Niklas Wykman                  | Niklas Wykman (1981)               | Minister voor Financiële Diensten                                     | 18 oktober 2022 | heden             | M          |
|                                | Maria Malmer Stenergard        | Maria Malmer Stenergard (1981)     | Minister voor Immigratie en Asielzaken                                | 18 oktober 2022 | 10 september 2024 | M          |
| Johan Forssell                 | Johan Forssell (1979)          | 10 september 2024                  | Minister voor Immigratie en Asielzaken                                | heden           | M                 |            |
|                                | Carl-Oskar Bohlin              | Carl-Oskar Bohlin (1986)           | Minister voor Burgerlijke Verdediging                                 | 18 oktober 2022 | heden             | M          |
|                                | Acko Ankarberg Johansson       | Acko Ankarberg Johansson (1964)    | Minister voor Medische Zorg                                           | 18 oktober 2022 | heden             | KD         |
|                                | Anna Tenje                     | Anna Tenje (1977)                  | Minister voor Sociale Zekerheid                                       | 18 oktober 2022 | heden             | M          |
|                                | Camilla Waltersson Grönvall    | Camilla Waltersson Grönvall (1969) | Minister voor Maatschappelijk Werk                                    | 18 oktober 2022 | heden             | M          |
|                                | Lotta Edholm                   | Lotta Edholm (1965)                | Minister voor Voortgezet Onderwijs                                    | 18 oktober 2022 | heden             | L          |
|                                | Romina Pourmokhtari            | Romina Pourmokhtari (1995)         | Minister voor Milieu en Klimaat                                       | 18 oktober 2022 | heden             | L          |
|                                | Paulina Brandberg              | Paulina Brandberg (1983)           | Minister voor Gelijkheid                                              | 18 oktober 2022 | 1 april 2025      | L          |
| Nina Larsson                   | Nina Larsson (1976)            | 1 april 2025                       | Minister voor Gelijkheid                                              | heden           | L                 |            |